# David de Boudry
Pour les articles homonymes, voir Marat et Boudry (homonymie).

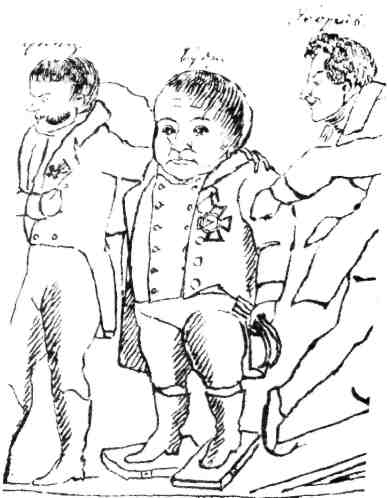
David I. de Boudry (caricature d'Alexis Illitchevski)

David Marat, plus tard David de Boudry, en russe : Давид Иванович де Будри, né à Boudry (principauté de Neuchâtel) en 1756 et mort à Saint-Pétersbourg (Russie) le 23 septembre 1821, est un précepteur et grammairien d'expression française qui fit carrière en Russie.
Il est le frère cadet du révolutionnaire Jean-Paul Marat.

## Biographie
Après de brillantes études à l'Académie des Belles-Lettres de Genève, il est candidat malchanceux au poste de ministre calviniste à Neuchâtel, et participe activement aux revendications égalitaristes de Genève en 1781.
Précepteur, comme le furent naguère son père Jean-Baptiste Marat et son illustre frère, il s'installe à Saint-Pétersbourg en 1784, pour s'occuper de l'éducation française des enfants du chambellan comte Vassili Pétrovitch Saltikov, puis devient (1795) le tuteur des enfants d'Athanase Abramovitch Gontcharoff (1693-1784), richissime manufacturier russe et grand-père de Nathalie Nikolaïevna Gontcharova, épouse du célèbre poète Alexandre Pouchkine. Selon des témoignages de contemporains, il aurait aussi été l'amant de Babette, la maîtresse française de son employeur.
Entreprenant et tenté par l'aventure industrielle, il rachète en 1803 avec un associé, Pichot, aux Gontcharoff, une fabrique d'indiennes et de brocards d'or et d'argent, attirant en Russie des ouvriers spécialisés de Lyon.
Mis en faillite à cause de la nouvelle réglementation russe en la matière, il revient à l'enseignement pour être nommé professeur de langue française, successivement à l'Institut des jeunes filles nobles de Sainte-Catherine (1803), au Gymnase de Saint-Pétersbourg (1806), puis, dès sa création (1811), au Lycée impérial, où il a justement pour élève le jeune Pouchkine.
Professeur de langue française et d'art oratoire, il écrivit en russe, sous le nom de David (Marat) de Boudry, deux grammaires françaises qui firent longtemps autorité (vid. inf. Œuvres).
Selon les différents témoignages de ses contemporains, le professeur de Boudry, doté d'un esprit des plus vifs, d'une grande culture et de manières très raffinées, d'une courtoisie exquise tempérant une laideur et une crasse légendaires, toujours vêtu de gris à la jacobine, remarquable pédagogue, sut enthousiasmer ses jeunes élèves par ses cours de civilisation française truffés d'anecdotes divertissantes et respectueuses quant à son illustre frère, imprégnant ainsi d'idéaux démocratiques, voire révolutionnaires, la fine fleur de l'aristocratie russe.
Fonctionnaire impérial, particulièrement apprécié à la cour, il finit sa brillante carrière de linguiste au 8e rang, avec le titre d'Assesseur de collège, donnant la noblesse personnelle (1819).
On lui connaît deux épouses : Maria Timoféïeva Labkova, fille d'un officier russe et d'une émigrée française, qui lui donna sa première fille Marie (née le 24 mars 1794), et Anna Semionova Kilimtchina, fille d'un traducteur, dont il eut Olympiade, née le 29 août 1802 et décédée en 1858.

## Distinctions
- Ordre de Sainte-Anne, 2e classe (1817)
- Ordre de Saint-Vladimir, 4e classe (1814)

## Œuvres
- Premiers principes de la Langue Françoise, ou Nouvelle Grammaire à l'usage de la Jeunesse Russe - Первые основания французского языка, или Новая грамматика в пользу российского юношества, Imprimerie du Sénat, 1811
- Abrégé de la grammaire françoise, par le professeur D. de Boudri - Сокращение французской грамматики, Joseph Iohannessof, Saint-Pétersbourg, 1819

## Sources
- A. A. Половцовъ, Русский Биографический Словарь, Де Будри ;
- I. A. Grot, Pouchkine, ses condisciples et leurs professeurs au Lycée, 1887 ;
- J.-P. Brissot, Mémoires, vol. 1, p. 281 et suivantes ;